# Chartepe
Chartepe är en ort i Azerbajdzjan.   Den ligger i distriktet Quba Rayonu, i den nordöstra delen av landet, 170 km nordväst om huvudstaden Baku. Chartepe ligger 564 meter över havet och antalet invånare är 706.
Terrängen runt Chartepe är platt åt nordost, men åt sydväst är den kuperad. Runt Chartepe är det ganska glesbefolkat, med 48 invånare per kvadratkilometer.. Närmaste större samhälle är Qusar, 5,2 km väster om Chartepe. 
Trakten runt Chartepe består till största delen av jordbruksmark.